# Impacto económico de la invasión rusa de Ucrania

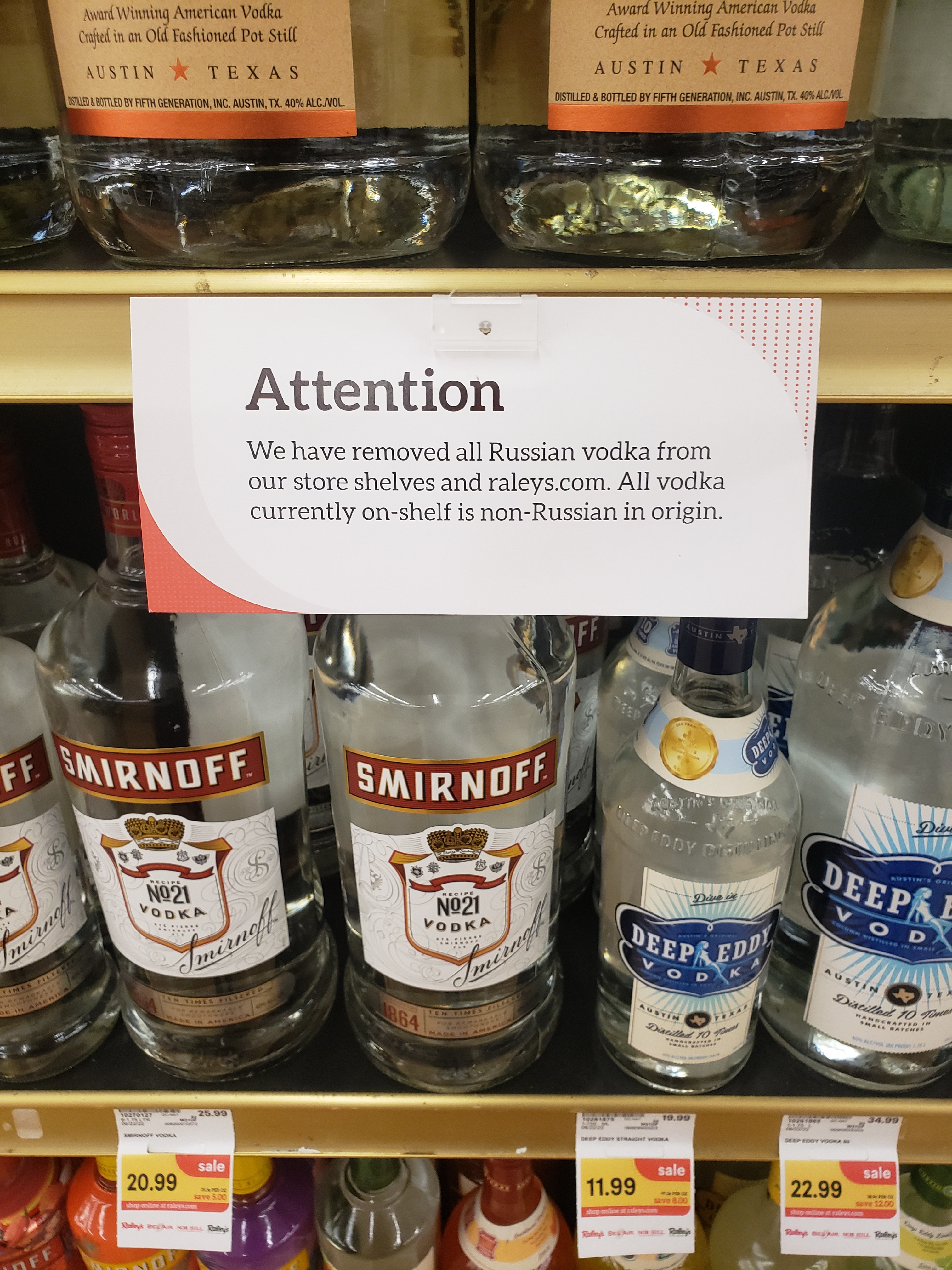
Una tienda minorista estadounidense de licores informando a sus clientes que todo el vodka ruso fue retirado como consecuencia de la invasión.

El impacto económico de la invasión rusa de Ucrania comenzó a finales de febrero de 2022, días después de que Rusia reconociera dos repúblicas ucranianas separatistas y lanzara la invasión de Ucrania. Las sanciones económicas posteriores se han dirigido a gran parte de la economía rusa, a los oligarcas rusos y a miembros del gobierno ruso.
Los precios del trigo subieron a sus cotas más altas desde 2008 en respuesta al ataque. Ucrania es el cuarto mayor exportador de maíz y trigo y el mayor exportador mundial de aceite de girasol, con Rusia y Ucrania exportando juntos el 29 % del suministro mundial de trigo y el 75 % de las exportaciones mundiales de aceite de girasol. La recuperación de las capacidades de producción de cultivos puede llevar años, incluso después de que los combates se hayan detenido. El aumento de los precios del trigo como   resultado del conflicto ha tensado a países como Egipto, que dependen en gran medida de las exportaciones de trigo de Rusia y Ucrania, y ha provocado temores de disturbios sociales. El 24 de febrero de 2022, China anunció que eliminaría todas las restricciones al trigo ruso, en lo que el South China Morning Post llamó un potencial «salvavidas» para la economía rusa.
La guerra en Ucrania también ha provocado una pérdida significativa de capital humano, la destrucción de la infraestructura comercial agrícola, enormes daños a la capacidad de producción, incluso mediante la pérdida de electricidad y una reducción del consumo privado de más de un tercio en relación con los niveles anteriores a la guerra.
Desde el inicio de la invasión rusa a Ucrania, numerosas compañías extranjeras comenzaron a abandonar temporalmente y cerrar sus sedes y tiendas tanto en Rusia como en Bielorrusia. Entre ellas:
Un informe encargado por el gobierno sueco sobre la economía rusa, fechado el 1 de octubre de 2024, destaca cómo la "niebla de la guerra" distorsiona tanto los datos económicos como las narrativas sobre la situación en Rusia, e insta a la cautela al interpretar las estadísticas oficiales. El informe identifica desequilibrios económicos crecientes, incluidas políticas fiscales y monetarias inconsistentes, y advierte que las reservas utilizadas para financiar los gastos de guerra podrían agotarse en un año. Asimismo, señala un aumento de las presiones sobre el sistema financiero debido a los préstamos subsidiados en un contexto de altas tasas de interés, lo que incrementa el riesgo de una crisis económica futura. La dependencia de Rusia de los ingresos petroleros sigue siendo crítica, con fluctuaciones que afectan directamente la estabilidad fiscal, la inflación y el crecimiento económico. 

## Antecedentes
Las sanciones internacionales han sido impuestas durante la guerra ruso-ucraniana por numerosos países en contra Rusia y Crimea tras la anexión rusa de Crimea, la cual sucedió a finales de febrero de 2014 y la invasión rusa de Ucrania iniciada en 2022. Bielorrusia también ha sido sancionada. Las sanciones estuvieron impuestas por la Organización de las Naciones Unidas (ONU) , los Estados Unidos, la Unión Europea y otros países y organizaciones internacionales contra personas, negocios y oficiales de Rusia y Ucrania. Rusia respondió con sanciones contra un número de países, incluyendo un veto temporal hacia las importaciones alimentarias de Australia, Canadá, Noruega, Japón, los Estados Unidos y la UE.

## Crisis alimentaria mundial
La crisis alimentaria mundial iniciada en 2022 es el producto de un rápido aumento en los precios de los alimentos y en la escasez de suministros de alimentos en todo el mundo. Diferentes causas geopolíticas, económicas y naturales se combinaron para agravar los impactos y consecuencias de la crisis. Los impactos del cambio climático (olas de calor, inundaciones y sequías) en diferentes partes del mundo se sumaron a la crisis económica y de seguridad alimentaria provocada por la pandemia de COVID-19 y a la invasión rusa de Ucrania.
Tras la invasión rusa de Ucrania en 2022, la Organización de las Naciones Unidas para la Alimentación y la Agricultura (FAO), así como otros observadores de los mercados de productos básicos alimentarios, advirtieron sobre un colapso en el suministro de alimentos y aumentos de precios. Gran parte de la preocupación está relacionada con la escasez de suministro de cultivos de productos básicos clave, como el trigo, el maíz y las semillas oleaginosas, que podría provocar aumentos de precios. La invasión también provocó aumentos en los precios del combustible y los fertilizantes, lo que provocó más escasez de alimentos y aumentos de precios.
Incluso antes de la guerra en Ucrania, los precios de los alimentos ya estaban en niveles récord: en febrero de 2022, los precios de los alimentos aumentaron un 20% año tras año según la FAO. La guerra aumentó aún más los precios año tras año otro 40% en marzo. Se espera que los problemas agravantes, incluido el COVID-19, la invasión rusa de Ucrania y las malas cosechas relacionadas con el clima, reviertan las tendencias mundiales en la reducción del hambre y la desnutrición.
Algunas regiones, como África Oriental y Madagascar, ya estaban experimentando sequías y hambrunas debido a fallas en el sistema agrícola y cambios climáticos, y se espera que los aumentos de precios empeoren la situación. Incluso los países del Norte Global que generalmente tienen suministros de alimentos seguros, como el Reino Unido y los Estados Unidos, están comenzando a experimentar los impactos directos de la inflación de costos debido a la inseguridad alimentaria. Algunos analistas describieron los aumentos de precios como los peores desde la crisis mundial de precios de los alimentos de 2007-2008.

## Impacto financiero, económico y social en Rusia

### Mercado de valores y precio del rublo

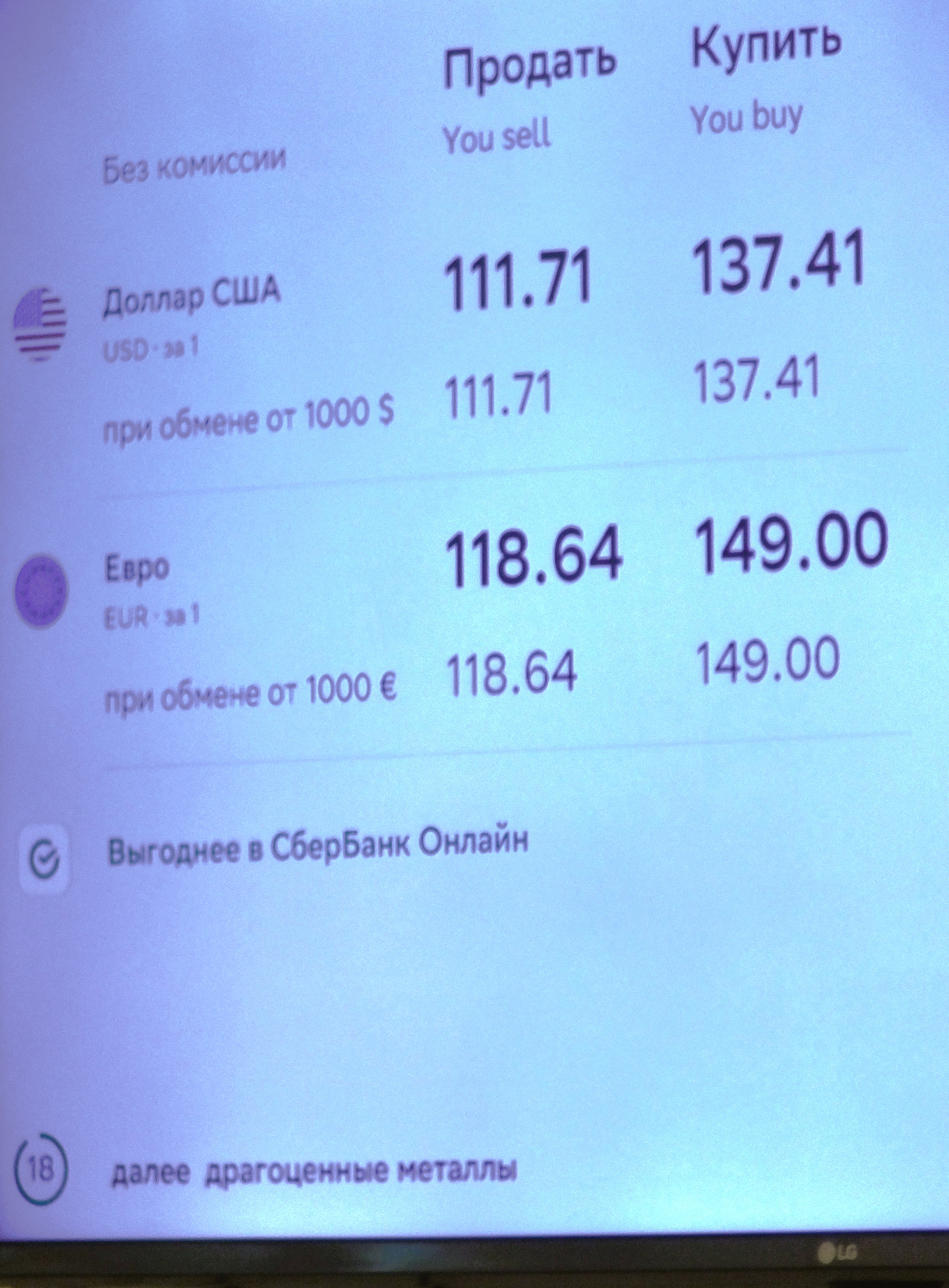
Tasas de cambio del dólar y el euro en la sucursal de Sberbank en Moscú el 4 de marzo de 2022.

En Rusia, la primera ronda de sanciones económicas en respuesta a la invasión rusa de Ucrania tuvo un efecto inmediato. La bolsa rusa se desplomó, cayendo un 39 %, según lo medido por el RTS Index, el 24 de febrero de 2022, el primer día de la invasión, con caídas similares en los días siguientes. El rublo cayó a mínimos históricos cuando los rusos se apresuraron a cambiar dinero. Las bolsas de valores de Moscú y San Petersburgo fueron suspendidas. El Banco de Rusia (Banco Central) anunció sus primeras intervenciones en el mercado desde la adhesión de Crimea a Rusia en 2014 para estabilizar el mercado. También elevó las tasas de interés al 20 % y prohibió a los extranjeros vender valores locales. Las sanciones ponen al fondo soberano de Rusia en riesgo de desaparecer. Se han reportado largas filas y cajeros automáticos vacíos en ciudades rusas.
La segunda ronda de sanciones dirigida a varios bancos rusos retirados de SWIFT y con sanciones directas al Banco de Rusia vio caer el valor del rublo un 30 % frente al dólar estadounidense, a tan solo ₽119/$1 a partir del 28 de febrero de 2022. El Banco de Rusia elevó las tasas de interés al 20 % como resultado, en un intento de equilibrar el rublo que se hunde, cerró temporalmente la Bolsa de Valores de Moscú, ordenó que todas las empresas rusas vendieran el 80 % de las reservas de divisas y prohibió que los extranjeros liquidaran activos en Rusia.
Luego de diferentes medidas establecidas por el banco central de Rusia el rublo logró una recuperación para principios de abril del 2022. Dentro de las medidas ejercidas por el Kremlin destacó la exigencia de que los países «hostiles» a Rusia pagaran la compra de Gas en Rublos. Debido a la crisis energética Europea, los países miembros optaron por llegar a un acuerdo en el que la UE pagará su consumo a través de Gazprombank, filial de Gazprom, que quedó fuera de la exclusión del sistema de pagos SWIFT. Para el 6 de abril el valor del Rublo frente al Euro y Dólar era similar al que tenía previo a la invasión de Ucrania. A finales de 2022, el Banco Central de Rusia anunció una contracción de la economía del país de entre un 2,5 y 3 % del PIB y una inflación del 12 %, datos macroeconómico mucho mejores que las predicciones de los países sancionadores.

### Petróleo crudo
Como resultado de la invasión, los precios del petróleo Brent subieron brevemente por encima de los US$100 por barril por primera vez desde 2014 antes de perder algunas de sus ganancias. En total, desde el 22 de febrero, cuando comenzaron las sanciones, hasta el 28 de febrero, cuando se aplicaron las sanciones al Banco de Rusia, el precio del West Texas Intermediate y el Brent aumentaron aproximadamente $5/bbl.
El 27 de febrero de 2022, BP, una de las siete compañías de petróleo y gas más grandes del mundo y el mayor inversor extranjero en Rusia, anunció que se desinvertía de Rosneft. La participación de Rosneft comprende aproximadamente la mitad de las reservas de petróleo y gas de BP y un tercio de su producción. La desinversión puede costarle a la compañía hasta US$25 000 millones y los analistas señalaron que era poco probable que BP pudiera recuperar una fracción de este costo. El mismo día, el Fondo de Pensiones del Gobierno de Noruega, el fondo de riqueza soberana más grande del mundo, anunció que se desharía de sus activos rusos. El fondo poseía alrededor de 25 000 millones de coronas noruegas (US$2830 millones) en acciones de compañías rusas y bonos del gobierno.

## Reacciones
Kristalina Gueorguieva, directora gerente del Fondo Monetario Internacional, advirtió que el conflicto representa un riesgo económico sustancial para la región e internacionalmente y agregó que el Fondo podría ayudar a otros países afectados por el conflicto, complementando un paquete de préstamos de US$2 200 millones que se está preparando para ayudar a Ucrania. David Malpass, presidente del Grupo del Banco Mundial, dijo que el conflicto tendría efectos económicos y sociales de gran alcance e informó que el banco estaba preparando opciones para un apoyo económico y fiscal significativo a los ucranianos y la región.

### Reacción de empresas extranjeras
- El Banco Mundial anunció que detuvo todas las actividades en Rusia y Bielorrusia a partir del 2 de marzo. Declaró que no había aprobado nuevos préstamos o inversiones a Rusia desde 2014 y a Bielorrusia desde mediados de 2020.
- Las compañías de tarjetas de crédito Mastercard y Visa bloquearon todas las transacciones vinculadas a instituciones rusas el 1 de marzo. Rusia representa alrededor del 4 % de los ingresos netos de Mastercard y Visa para 2021.
- La compañía de pagos en línea PayPal dejó de aceptar nuevos usuarios en Rusia y bloqueó las transacciones de algunos usuarios y bancos en Rusia a partir del 2 de marzo.
- La gobernadora de Nueva York, Kathy Hochul, firmó una orden ejecutiva el 27 de febrero, ordenando a todas las agencias y autoridades del estado de Nueva York que revisen y desinviertan fondos públicos de Rusia. El 2 de marzo, el Departamento de Servicios Financieros del estado aceleró la adquisición de la tecnología de análisis blockchain, lo que le permitió detectar la exposición de las empresas de moneda virtual a las personas sancionadas.
- El 28 de febrero, el Future Fund de Australia anunció que se desharía de todos los activos rusos, por un valor de A$ 200 millones, mientras que el gobierno de Nueva Gales del Sur descargaría A$ 75 millones de activos rusos de su NSW Generations Fund.
- El Gobierno australiano pidió a las empresas de jubilación que abandonaran todos sus activos rusos.  Aware Super volcó 50 millones de dólares australianos en activos rusos el 1 de marzo mientras que Australian Retirement Trust arrojó 133 millones de dólares australianos en activos rusos el 3 de marzo.
- El Fondo de Pensiones del Gobierno de Noruega anunció que venderá sus activos rusos de 47 compañías, incluidas Sberbank, Gazprom y Lukoil, por un valor de 25 000 millones de coronas en 2021. Sin embargo, anunció que su valor probablemente valga solo 2500 millones de coronas y que fueron "prácticamente canceladas".
- Las compañías de inversión Legal & General, Abrdn y National Employment Savings Trust vendieron todas sus acciones y bonos rusos.
- La compañía de comercio de materias primas Trafigura congeló todas las inversiones rusas, incluida su participación en el proyecto vostok Oil liderado por Rosneft el 2 de marzo.
- Citigroup anunció que quería vender su exposición de 10 000 millones de dólares a préstamos rusos, deuda pública y otros activos el 28 de febrero.
- La Iglesia de Inglaterra anunció el 25 de febrero que venderá £ 20 millones en tenencias rusas y prohibió cualquier inversión adicional en Rusia, calificándola de "inundación inmoral de dinero corrupto".
- El Croatian Post Bank (HPB) compró la filial croata de Sberbank por 71 millones de kunas y la renombró a Nova Hrvatska Banka ("Nuevo Banco Croata") el 2 de marzo.